# Florian Makasy
Peter Paul Florian Makasy, auch Makasi (* 3. Mai 1790 in St. Joachimsthal; † 11. November 1878 ebenda), war ein böhmischer Bergbauunternehmer und Direktor, k. k. Postmeister und Halter, Stadtrat und Schulaufseher.

## Leben
Florian Makasy stammte aus der alten angesehenen Joachimsthaler Familie Macasi(us). Er war der Sohn des Bürgers und Kaufmannes Franz Anton Makasy (* 1762 in Kaaden; † 1803 in St. Joachimsthal) und dessen Ehefrau Elisabeth geb. Haidmann (* um 1766 in St. Joachimsthal; † 1822 ebenda). Einer seiner Vorfahren war der Berg- und Bürgermeister von St. Joachimsthal Johann Gabriel Macasius, der 1663 in Prag das Adelsdiplom erhielt. 
Bereits 1825 war er Grubeneigentümer in St. Joachimsthal (Besitzer der Thomaszeche) und war seit dem 18. Juni 1825 Posthalter, Beförderer und Meister. Zudem war er Zinnhüttenwesen-Bevollmächtigter, Werksleiter der Morizzeche in Hengstererben und Direktor der Franciscizeche, die laut Edikt vom 7. April 1874 aufgelassen wurde. Von 1861 bis 1864 bekleidete er die Ämter des Stadtrates und Schulaufsehers. 1868 wurde er zum Direktor der Sächsisch-Edelleut-Stollner-Gewerkschaft ernannt. Er war Erbe des sogenannten „Urväter-Hauses“ in St. Joachimsthal mit der Hausnummer 139. Er starb dort am 11. November 1878 im Alter von 88 Jahren und 6 Monaten an Altersschwäche. Sein Urenkel Viktor Peter Makasy war der Verfasser der Chronik der Sippe Macasi von 1987.

## Familie
Makasy heiratete in erster Ehe am 5. November 1816 in St. Joachimsthal Veronika Kuhn (* 1796 in St. Joachimsthal; † 1818 ebenda), in zweiter Ehe am 14. Februar 1820 in St. Joachimsthal Anna Fritsch (* 1802 in St. Joachimsthal; † 1820 ebenda), in dritter Ehe am 5. Februar 1823 in Heinrichsgrün Elisabeth Göttl (* 1800 in Heinrichsgrün; † 1868 in St. Joachimsthal). Aus den Ehen gingen folgende Kinder hervor:
- Ida (* 1817 in St. Joachimsthal; † 1842 ebenda); ⚭ 1836 in St. Joachimsthal Johann Woraczek, Bürger und Apotheker in St. Joachimsthal
- Maria Rosina Elisabeth (* 1823 in St. Joachimsthal); ⚭ Gustav Elßner k.k. Hofbuchhaltungs-Rechnungsoffizial in Wien
- Hermann Franz Rudolf Johann (* 1824 in St. Joachimsthal)

- Emilia Maria Rosina (* 1826 in St. Joachimsthal); ⚭ Wenzl Zemlicka, Förster bei Jungbunzlau
- Gabriela Maria Wilhelmina (* 1827 in St. Joachimsthal)
- Johanna Maria (* 1828 in St. Joachimsthal)
- Friedrich Johann Anton Rudolph (* 1829 in St. Joachimsthal; † 1830 ebenda)
- Karl Florian Eusbach Erdmann (* 1830 in St. Joachimsthal), Kassierer in chemischen Fabrik in Liesing bei Wien
- Maria Anna Catharina (* 1832 in St. Joachimsthal)
- Rosa (* um 1833 in St. Joachimsthal, † 1902 in Hitzing)
- Karolina (* 1836 in St. Joachimsthal)
- Mathilde Barbara Elisabeth Eva  (* 1838 in St. Joachimsthal; † 1838 in St. Joachimsthal)
- Johann Alfred Ermin (* 1840 in St. Joachimsthal), Schlosser im k.k. Arsenal in Wien, Maschinenwärter; ⚭ Mathilde Modrick